# Salim Tuama
Salim Tuama, traslitterato talvolta in Toama (in arabo سليم طعمه‎?; in ebraico סלים טועמה‎?; Lod, 9 agosto 1979), è un ex calciatore israeliano, di ruolo attaccante.
È un cittadino arabo di Israele.

## Carriera

### Club
Ha sempre vissuto nella città di Lod, ma a causa delle misere condizioni dei campi da calcio inizia la sua carriera nel Gadna Yehuda.
Nel 1998 viene ingaggiato dall'Hapoel Tel Aviv, squadra che aveva vinto l'ultima Coppa d'Israele nel 1983: nella stagione 1998-1999 la squadra dell'omonimo distretto conquista la coppa, replicando la stagione seguente, nella quale conquista anche il campionato.
Ricopre un ruolo importante nella stagione 2001/2002, quando l'Hapoel raggiunge per la prima volta nella sua storia i quarti di finale di Coppa UEFA: è il Milan ad eliminare la squadra israeliana.
Dopo che l'allenatore che l'aveva scoperto, Dror Kashtan, decise di prendersi un periodo sabbatico lasciando il calcio attivo, Tuama venne ceduto al meno blasonato Maccabi Petah Tiqwa, con cui tuttavia vince la coppa di Lega israeliana, la Toto Cup. In seguito ad una negativa parentesi coi turchi del Kayserispor, torna al Maccabi per terminare la stagione 2003/2004, che va oltre ogni aspettativa portandoli al 2º posto, staccando in tal modo un biglietto per la Coppa UEFA.
L'annata successiva, nonostante una buona partenza nelle fasi iniziali della 2ª competizione europea per importanza, non si rivela come la precedente e spinge Salim Tuama a ritornare all'Hapoel Tel Aviv: 29 presenze e 8 reti nella sua ultima stagione nella Ligat ha'Al, prima del passaggio in Belgio, nello Standard Liegi. Qui, dal 2007 al 2009, oltre a diverse apparizioni in Coppa UEFA e Champions League, colleziona 30 presenze e 5 goal, con due titoli nazionali.
Nella fase iniziale del calciomercato estivo 2009, il Larissa annuncia di aver raggiunto l'accordo con giocatore e club di appartenenza per il suo passaggio in Grecia.

### Nazionale
Salim Tuama conta 10 presenze ed una rete nella nazionale israeliana Under-21, mentre ha collezionato 12 presenze ed una rete nella nazionale maggiore.

## Statistiche

### Cronologia presenze e reti in nazionale
| #  | Data     | Luogo                             | Avversario             | Goal del | Risultato | Competizione                 |
| -- | -------- | --------------------------------- | ---------------------- | -------- | --------- | ---------------------------- |
| 1. | 11.10.08 | Stadio Josey Barthel, Lussemburgo | Lussemburgo (bandiera) | 3-1      | 3-1       | Qualificazioni Mondiali 2010 |

## Palmarès
- Coppa d'Israele: 4

Hapoel Tel Aviv: 1998-1999, 1999-2000, 2010-2011, 2011-2012
- Campionato israeliano: 1

Hapoel Tel Aviv: 1999-2000
- Coppa Toto Al: 2

Hapoel Tel Aviv: 2001-2002
Maccabi Petah Tiqwa: 2003-2004
- Campionato belga: 2

Standard Liegi: 2007-2008, 2008-2009
- Supercoppa del Belgio: 1

Standard Liegi: 2008